# باکهورن (کنتاکی)
باکهورن (به انگلیسی: Buckhorn) شهری در ایالت کنتاکی کشور ایالات متحده آمریکا است که جمعیت آن در سرشماری سال ۲۰۱۰ میلادی، ۱۶۲ نفر بوده‌است.